# 擬细尾高原鰍
擬细尾高原鰍（學名：Triplophysa pseudostenura）為輻鰭魚綱鯉形目條鰍科高原鰍屬的其中一種。分布於亞洲中國雲南省雅礱江流域，本魚體延長且側扁，頭部呈錐形，口下位，具觸鬚3對，體無鱗片，側線完整，尾鰭叉形，體長可達16.4公分，棲息在河川底層水域，生活習性不明。

## 扩展阅读
維基物種上的相關：擬细尾高原鰍